# Jack Flett
John "Jack" Flett (Kildonan, Manitoba, 19 de novembre de 1871 - West Vancouver, Colúmbia Britànica, 13 de desembre de 1932) va ser un jugador de lacrosse canadenc que va competir a primers del segle xx. El 1904 va prendre part en els Jocs Olímpics de Saint Louis, on guanyà la medalla d'or en la competició per equips de Lacrosse, com a membre de l'equip Shamrock Lacrosse Team.